# Hitachi Virtual Storage Platform
 (novembre 2014).
Si vous disposez d'ouvrages ou d'articles de référence ou si vous connaissez des sites web de qualité traitant du thème abordé ici, merci de compléter l'article en donnant les références utiles à sa vérifiabilité et en les liant à la section « Notes et références ».
Hitachi Virtual Storage Platform, aussi désigné par l'acronyme VSP, est une baie de stockage de données de la société Hitachi Data Systems. Sortie sur le marché en 2010, elle propose des nouveautés fonctionnelles, tout en maintenant une continuité avec la génération précédente Universal Storage Platform (USP).
Comme la gamme USP, cette génération VSP s’appuie sur la virtualisation du stockage en incluant une allocation et une mobilité dynamique des données, accessibles par des configurations à plusieurs modules et multi nœuds de traitement permettant une évolution disque interne et externe, que la terminologie anglo-saxonne nomme « scale-in » et « scale-out » (Scalability).
La VSP permet de mettre en place une gestion du cycle de vie de l’information, garantir une qualité de service aussi bien en environnement applicatif dans le monde des serveurs Mainframe que des systèmes ouverts, pour une emprise au sol réduite et des coûts énergétiques limités.

## Fonctionnalités principales

### L’évolution multi dimensions
La VSP est un système de stockage, positionné haut de gamme, qui offre trois axes indépendants d'évolution matérielles alors que la plupart des solutions n'en offre qu'un ou deux :
- une facilité à faire évoluer un système en puissance de traitement, capacité de stockage et connectique vers les serveurs de façon progressive
- une facilité d'associer plusieurs systèmes de stockage VSP pour n'en constituer qu'un seul logique encore plus puissant et évolutif
- une facilité de croitre en capacité jusqu'à 255 Po par virtualisation d'unités de stockage hétérogène

Tous les éléments majeurs de l’architecture (capacités de connexion vers le monde des serveurs, volumétrie interne en nombre de disques, puissance de traitement, taille du cache, capacité des volumes virtualisées via des baies de stockage externe) interagissent directement entre eux via une matrice de commutation (« crossbar switch »), cette dernière étant extensible. La flexibilité de l’architecture permet de rajouter ces éléments de manière individuelle, ceci favorisant par exemple une extension de la puissance de traitement de l’unité de stockage sans changer le périmètre de la volumétrie adressable ou bien au contraire, une évolution massive de la capacité sans augmentation de puissance.

### La virtualisation
Comme depuis septembre 2004 et l’apparition du Tagmastore Universal Storage Platform, il est possible de connecter des systèmes de stockage de différents constructeurs (Hitachi, IBM, EMC, HP, Netapp, Oracle) à une VSP. Ces systèmes sont alors vus comme du stockage interne à la VSP et bénéficient de toutes ses fonctionnalités avancées. C’est cette visibilité unique des stockages interne et externe qu’on appelle la virtualisation. 
Intérêts de la virtualisation :
- Gestion unique et donc simplifiée de tout le stockage
- Faire profiter à tout son stockage des fonctionnalités avancées des VSP (réplications par exemple)
- Permettre de conserver du stockage ancien non amorti
- Permettre une gestion multi-niveaux du stockage en migrant dynamiquement les données entre classes de stockage quel que soit le support physique (interne ou virtualisé)
- Faciliter les migrations en déplaçant les données à chaud

Dans la pratique, la connexion des systèmes externes à une VSP se fait tout simplement en connectant ceux-ci à des ports Fibre Channel disponibles qu’il suffit de paramétrer en tant que tel. Ce sont à l’origine des ports Fibre Channel indifférenciés que l’on affecte a posteriori à l’usage voulu.
Les fonctions logicielles de la VSP peuvent s’appuyer indifféremment sur des volumes internes et externes virtualisés. Les volumes externes peuvent être groupés par classes répondant à des critères de performances, de disponibilité et de coût.  Cela permet par exemple de connecter des unités SATA aux serveurs Mainframe.
La technologie VSP est aussi proposée par HP en OEM sur la gamme XP7.

### L'allocation à l'écriture
L'allocation à l'écriture (ou Dynamic Provisioning) est disponible sur les VSP en environnement systèmes ouverts et mainframe et permet de virtualiser, du point de vue des applications, les évolutions de volumétrie dont les applications auront besoin demain ou après-demain, sans installer physiquement les disques dans la machine.
Cette approche de gestion fine des approvisionnements du stockage informatique n’a pas pour vocation de modifier les méthodes d’administration du stockage. Ses buts et sa valeur ajoutée sont d’ordre écologique et économique.
En effet, éviter d’installer tout de suite des matériels qui ne seront utilisés que demain ou après-demain est une approche écologique de la gestion de l’infrastructure informatique. Bien entendu, les coûts de fonctionnement associés sont également réduits : occupation moindre d’espace au sol, et consommation réduite des énergies (alimentation électrique, climatisation).
D’un point de vue strictement économique, le lissage dans le temps des achats de volumétrie permet de bénéficier de la décroissance constante des coûts d’achat informatique (pour une même technologie) et des améliorations technologiques autour des disques durs (l’augmentation de la densité du stockage, la réduction de la consommation électrique nécessaire pour alimenter un disque dur en sont des exemples).

### Classes de stockage dynamique
La valeur de l’information change avec le temps; garder des données inactives sur des classes de stockage rapides n’est pas optimal pour maitriser les coûts. La VSP propose de gérer comme le système de génération précédente des classes de stockage; à savoir, définir des tâches de migration permettant de déplacer à chaud des volumes de données sur des supports physiques internes ou entre plusieurs baies de stockages virtualisées. Les tâches de migration peuvent être déclenchées manuellement ou automatiquement via des règles prédéterminées s’appuyant par exemple sur les informations de capacité ou de performances des volumes de données.
La VSP permet d’intégrer la notion de classes de stockage et d’allocation à l’écriture pour ne faire qu’un : les classes de stockage dynamique ou « Dynamic Tiering ».  
Ce dispositif place la portion des données actives sur le bon tiers de stockage sans déplacement inutile de quantité de données, pour un meilleur coût total de possession et une très forte réactivité au changement de contexte. Des pools sont créés contenant de multiples classes de stockage. Comme pour l'allocation à l'écriture, des pages sont allouées dans le pool au fur et à mesure des besoins en capacité. Mais ici, ces pages peuvent être sur n’importe quel tiers. En effet, elles sont déplacées (migrées) à l’intérieur du pool dynamiquement pour optimiser les performances, à la suite d'une collecte de statistique effectuée cycliquement et permettant de déplacer seulement les pages le nécessitant.
Les pages les plus référencées sont déplacées vers le tiers le plus performant et les pages les moins référencées vers le tiers le moins performant avec un objectif d’utilisation autant que faire se peut du tiers le plus performant. L’ajout ou la suppression de capacité pour chaque tiers est dynamique.

## Administration et exploitation

### Outil d'administration
Chaque VSP est fournie avec son outil d’administration propre. Ce logiciel permet d'effectuer toutes les opérations de configuration (définition des groupes RAID, volumes logiques et affectation vers les serveurs), de surveillance d'erreurs des différents éléments du système.
À partir de ce logiciel, des relevés de performance peuvent être effectués et il possède des fonctions d'audit qui permettent de tracer l'ensemble des actions effectuées incluant le nom des utilisateurs.
Les remontées d'alarme se font au travers d'envoi de messages ainsi qu'au travers de l'affichage dans l'interface graphique. Des MIB SNMP sont fournies pour l'intégration dans des outils de supervision.
Il est proposé également Hitachi Command Suite (HCS), une offre de gestion complète des infrastructures de stockage permettant de mettre en exergue l’utilisation des capacités, les performances sur toute la chaine d’entrées/sorties mais aussi d’assurer la configuration des capacités et les mouvements de données entre classe de stockage. 
Les apports de cette solution :
- Le passage du nombre d’objets gérés de 400 000 à 1 000 000 augmente les capacités  de gestion pour un déploiement à grande échelle.
- Utilisation des technologies OpenSSH et WMI qui baissent les couts d’installation et de maintenance par une architecture logicielle d’administration sans agents clients.
- Augmentation des performances et de la réactivité du poste d’administration
- Par utilisation d’une exécution en tâche de fond des actions demandées par l’administrateur, et libérant ainsi immédiatement le poste de travail.
- Tous les dialogues avec les équipements matériels sont gérés en temps réel et en parallèle.
- Réécriture des assistants de configuration pour limiter le nombre de paramètres et de clics, pour une méthode de gestion évitant les erreurs et générant plus de productivité.
- La possibilité pour chaque administrateur en fonction de son profil et droits d’usages de définir un menu personnalisé et prédéfini de ses tâches les plus répétitives
- L’utilisation de la technologie Adobe Flex pour une plus grande souplesse et réactivité de l’environnement graphique du poste d’administration

De façon plus générale la suite logicielle propose de : 
- Réduit les coûts de possession grâce à une centralisation et donc une simplification de l’administration via un serveur unique
- Optimise l’utilisation du stockage en fournissant une vue granulaire du stockage
- Par la définition de « groupes logiques » comprenant chacun ses serveurs et son stockage, il autorise chaque administrateur à accéder à un groupe restreint de serveurs et de système de stockage
- Gère également les fonctions avancées d’Hitachi comme la virtualisation, l’allocation à l’écriture (Dynamic Provisioning) et les réplications
- Peut servir de fournisseur SMI-S à un outil global d’administration de SAN
- Fournit des rapports sur l’utilisation du stockage sous forme graphique ou par tableau en temps réel
- Identifie les erreurs et fournit des alertes de manière pro-active.
- Dispose également d’un mode commandes en ligne (CLI)

### Outil de télésurveillance
Il est mis à disposition un logiciel qui contrôle non seulement les baies de stockage mais aussi les unités de commutateurs installées sur le site client. Il fournit, via une liaison sécurisée HTTPS, des informations sur les produits Hitachi. Il permet de récupérer des log, d’analyser des erreurs, d’envoyer des alertes, d’ouvrir un appel directement.
Le lien avec la VSP est testée quotidiennement afin d’en vérifier le bon fonctionnement. Une grande partie des systèmes RAID est ainsi relié à des centres de diagnostic permettant ainsi à des spécialistes d’opérer de la même manière que s’ils étaient sur le site client. Il permet d’automatiser certaines tâches (collecte d’informations de maintenance, analyses, etc.).

## Caractéristiques physiques
|                                                | VSP avec une logique de contrôle | VSP avec deux logiques de contrôles associées |
| ---------------------------------------------- | --- | --------------------------------------------- |
| Nombre de disques interne max. (3.5”/2.5”)     | 640/1024 | 1280/ 2048                                    |
| Type de disques                                | Format 2”5 : 200, 400, 1600 et 3200 Go SAS SSD (MLC), 146 et 300 Go SAS 15K , 300 Go, 600 Go et 900 Go SAS 10K Format 3”5 : 3 To SAS 7.2K, 2 To SATA 7.2K | idem colonne de gauche                        |
| Capacité interne max. (3.5”/2.5”)              | 1.02 Po / 614 To | 2.6 Po / 1.2 Po                               |
| Capacité virtuelle max.                        | 255 Po | 255 Po                                        |
| Ports externes (8G) FC/FICON/FCoE              | 0-96 (FC/FICON 4 ou 8) 48 (FCoE) | 0-192 (FC/FICON 4 ou 8 ) 96 (FCoE)            |
| Liens disques (6G) (2 voies 6 Gbit/s par lien) | 8 (Basic) à 16 (High) | 8 (Basic) à 32 (High)                         |
| Taille de Cache Max.                           | 512 Go | 1 To                                          |
| Protection du Cache                            | SSD (+ batteries) | SSD (+ batteries)                             |
| Virtual Storage Directors                      | 2-4 | 4-8                                           |
| Virtual Storage Machines                       | 4-32 | 4-32                                          |
| Bande passante interne (Data/Control Go/s)     | 64/32 | 128/64                                        |
| Consommation électrique (configuration pleine) | 16.7 KVA (une phase) | 33.4 KVA (une phase)                          |